# Herman II van Lohn
Herman II van Lohn (Duits: Hermann von Lohn) (ca. 1241 - Stadtlohn, 1316) was graaf van het graafschap Lohn van 1255 tot zijn dood in 1316. Hij was de zoon van graaf Herman van Lohn. Zijn moeder was Euphemia van Coeverden. Herman trouwde met Gertrud van Holte en zij schonk hem twee zonen: Herman III en Wicbold.

## Geschiedenis
Herman II was minderjarig toen zijn vader in 1252 overleed. De functie van graaf van Lohn werd tijdelijk waargenomen door zijn oom, Otto van Lohn, die daarvoor uit de geestelijke stand trad. In 1277 ontvoerde Herman II de graaf Engelbert I van der Mark, waarvan Engelbert door een hartaanval kwam te overlijden. In 1278 nam Engelberts zoon en opvolger graaf Everhard van der Mark wraak en viel kasteel Bredevoort aan, ondanks de onmiddellijke overdracht van het gebalsemde stoffelijke overschot van de graaf. Dat deed hij zo vastberaden dat de belegerden 's nachts de stad heimelijk verlieten. Om de graaf van Lohn te breken, sloopten de belegeraars het kasteel daarna volledig. Het kasteel mocht daarna niet worden herbouwd, voordat Herman II een pelgrimstocht ging ondernemen. Het kasteel bleef zestien jaar lang een ruïne. In 1284 besloot Boudewijn van Steinfurt zijn helft van het kasteel te verkopen aan bisschop Everhard van Münster. Hiermee versterkte Münster zijn gezag in dit gebied aan de grens van Gelre. Münster en Gelre hadden echter gelijke rechten op de helft van de burcht. Deze stand van zaken werd gecompliceerd als Münster regelmatig in oorlog was met de graven Van der Mark.
Wichbold van Holte, aartsbisschop van Keulen (1297-1304), steunde zijn zwager Herman II daarin en deze kwam weer in bezit van Bredevoort. In 1301 werd het kasteel Bredevoort weer herbouwd. In datzelfde jaar sloot de bisschop van Münster een verbond met de graaf Van der Mark en werd Bredevoort snel veroverd en werd een permanente bezetting op het kasteel geplaatst. Graaf Reinald I van Gelre stelde in 1305 Everhard van der Mark aan als stadhouder, waardoor de bisschop van Münster zijn sterke positie zag verliezen. De bisschop en zijn troepen zetten graaf Everhard uit Bredevoort, waarop Everhard uit wraak weer de stad Dülmen innam. Om escalatie te voorkomen, werd een vrede beklonken en kwam Bredevoort weer in bezit van graaf Everhard van der Mark. Herman II kocht in 1306 kasteel Bredevoort weer terug van de Münsterse bisschop en toen graaf Everhard van der Mark in 1308 stierf, was Herman II wederom heer en meester van de burcht. Als graaf Herman II dan in 1316 zonder opvolger sterft verdween het graafschap Lohn met hem waarop onmiddellijk Münsterse troepen de burcht komen bezetten.

## Einde van een graafschap
Hermans jongste zoon Wicbold was vanaf 1303 kanunnik in Münster en verliet in 1310 de geestelijke stand, toen hij domproost was om de dynastie veilig te stellen. Hij was voornemens om op 29 januari 1312 te trouwen met Nessa van Kleef. Wicbold overleed echter op 19 juli 1311 en stierf kinderloos.
Ook overleed Hermans oudste zoon Herman III kinderloos. Herman II stierf hoogbejaard en kinderloos. Erfgenamen waren de kinderen van zijn zuster Sofia van Lohn, Johan en Otto van Ahaus, die hun aandelen verkochten aan de bisschop van Münster, waarop de strijd tussen Gelre en Munster weer opnieuw begon. Van het voormalige graafschap Lohn werd de heerlijkheid Bredevoort uiteindelijk op 13 juni 1326 definitief aan Gelre toegewezen. Dit verdrag werd ondertekend door de steden Zutphen, Groenlo, Emmerik en Arnhem. Door dit verdrag kwam dan uiteindelijk Reinoud II van Gelre in pandbezit van de gerichten in Winterswijk, Aalten en Dinxperlo en het gehele graafschap Bredevoort. Bredevoort was vanaf dat moment definitief Gelders grondgebied. Ook de burcht werd bezit van de graaf van Gelre, onder voorwaarde dat er geen andere burcht in het gebied gebouwd mocht worden.